# Stadtmuseum Simeonstift Trier

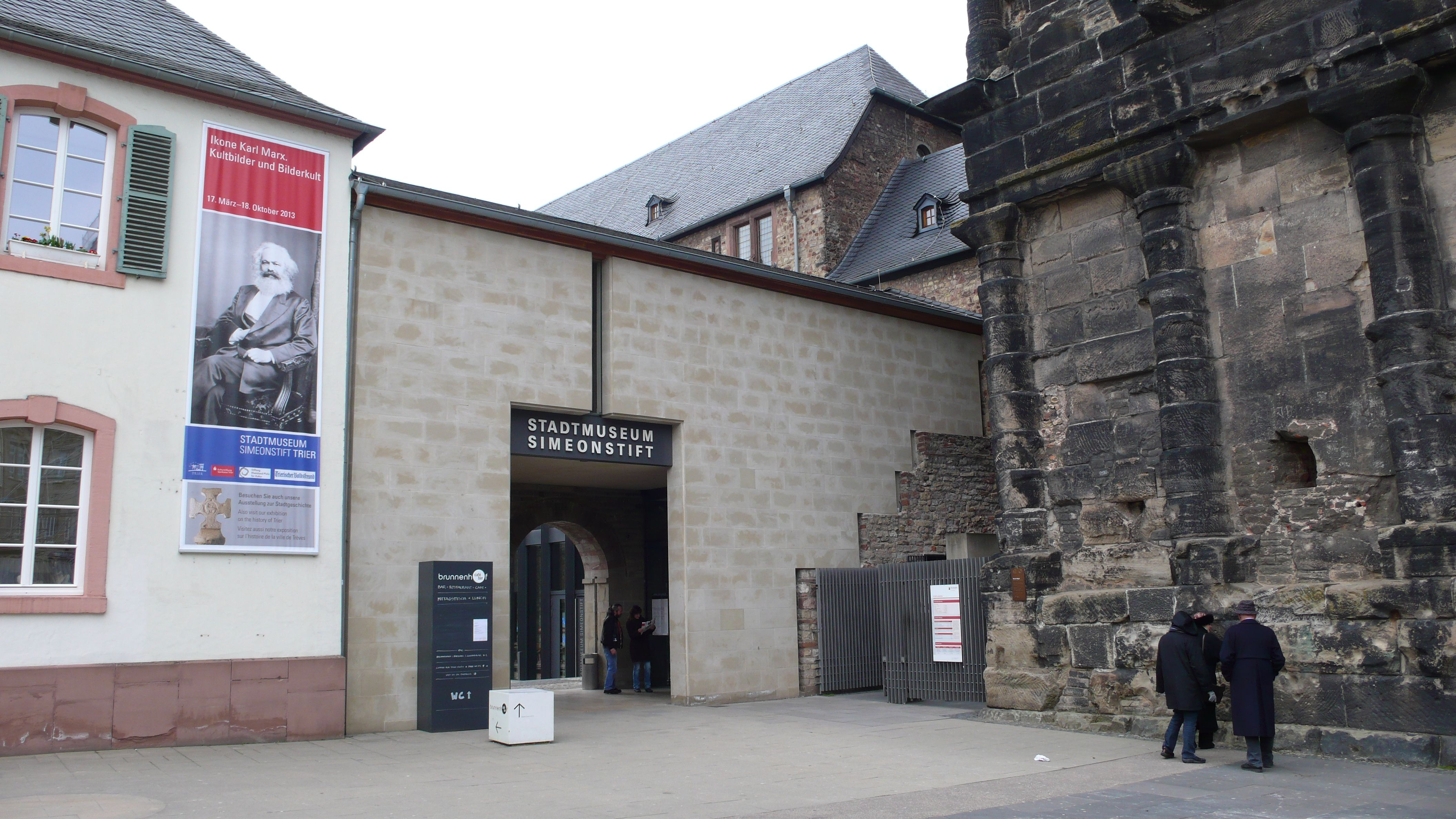
Das Stadtmuseum Simeonstift in Trier neben der Porta Nigra.

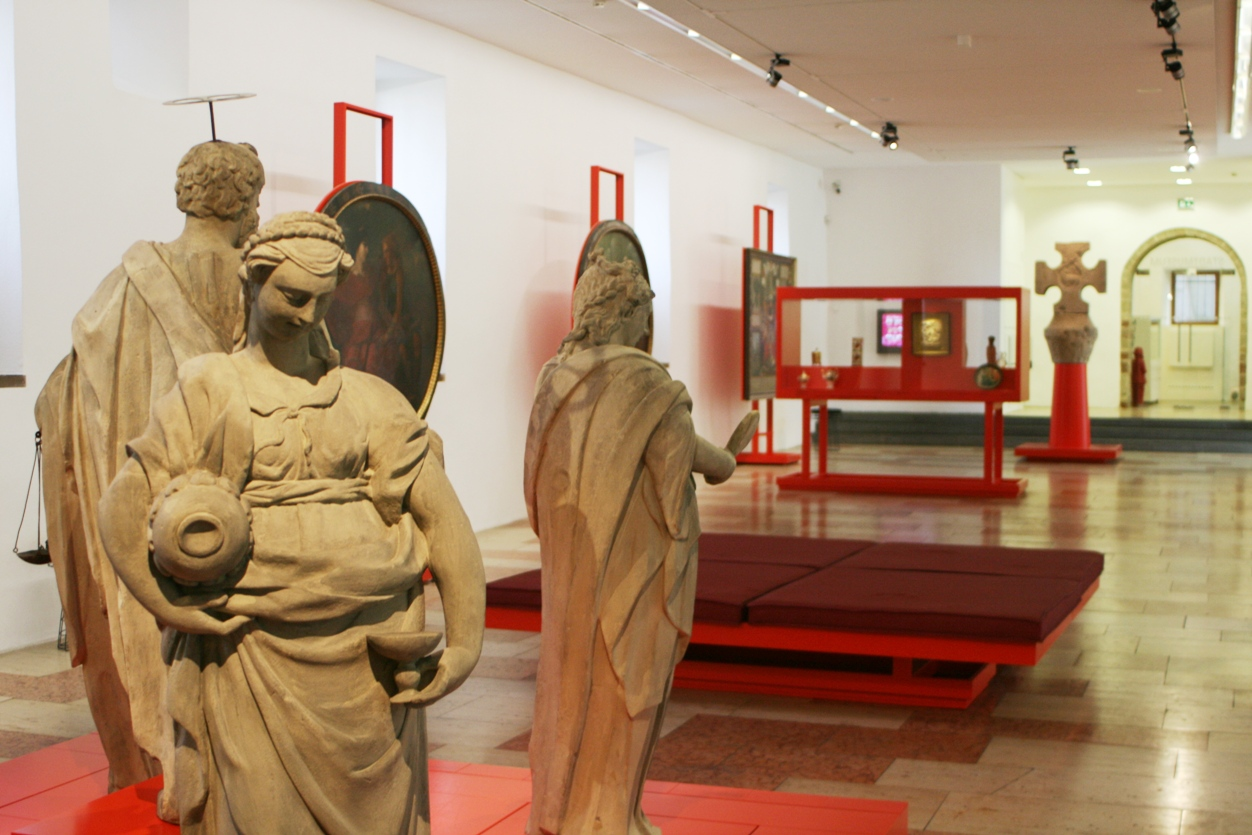
Der Saal „Trebeta“ widmet sich der Stadtgeschichte Triers. (2013)

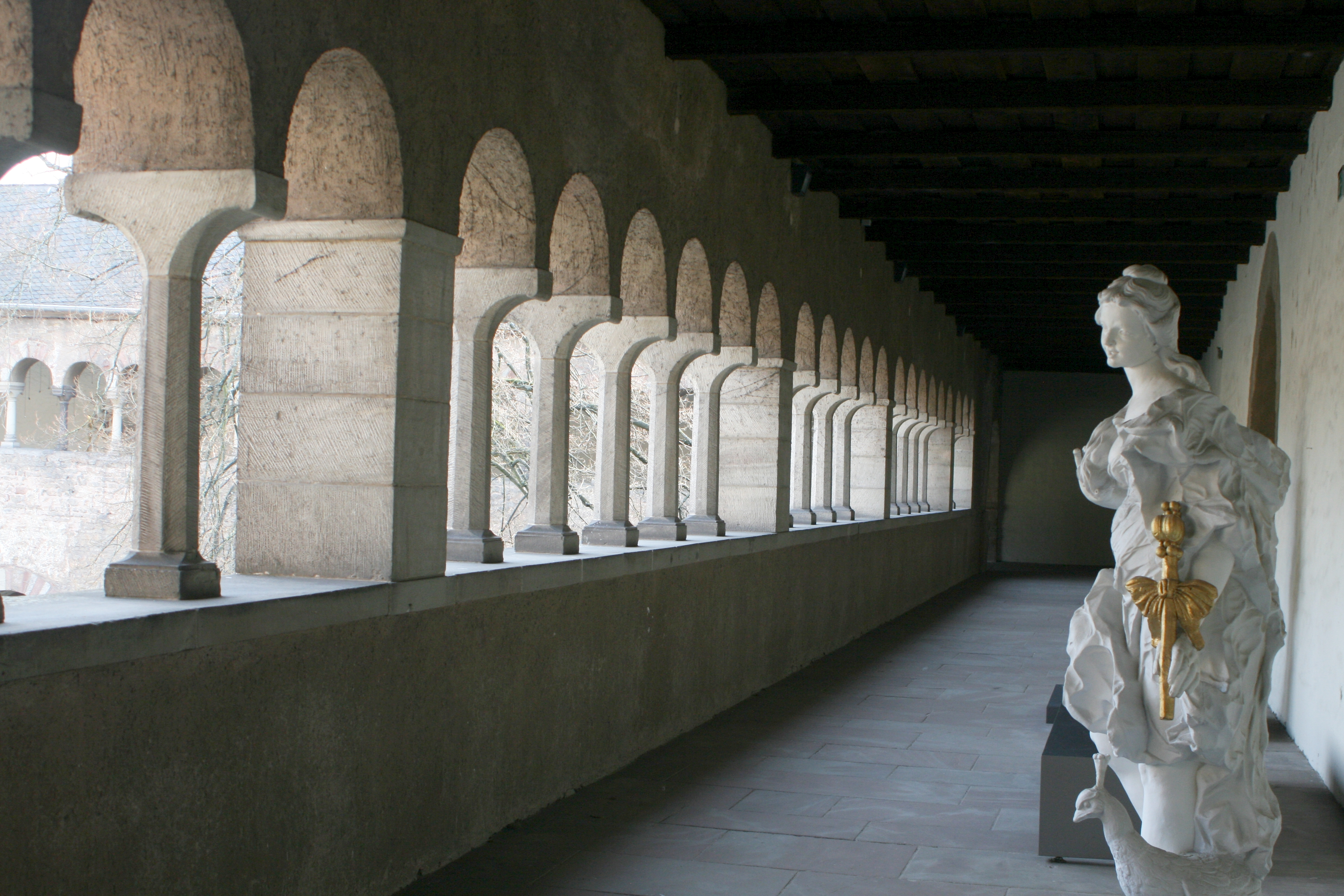
Kreuzgang des ehemaligen Klosters Simeonstift, mit barocken Skulpturen von Ferdinand Tietz aus dem Palastgarten in Trier. (2013)

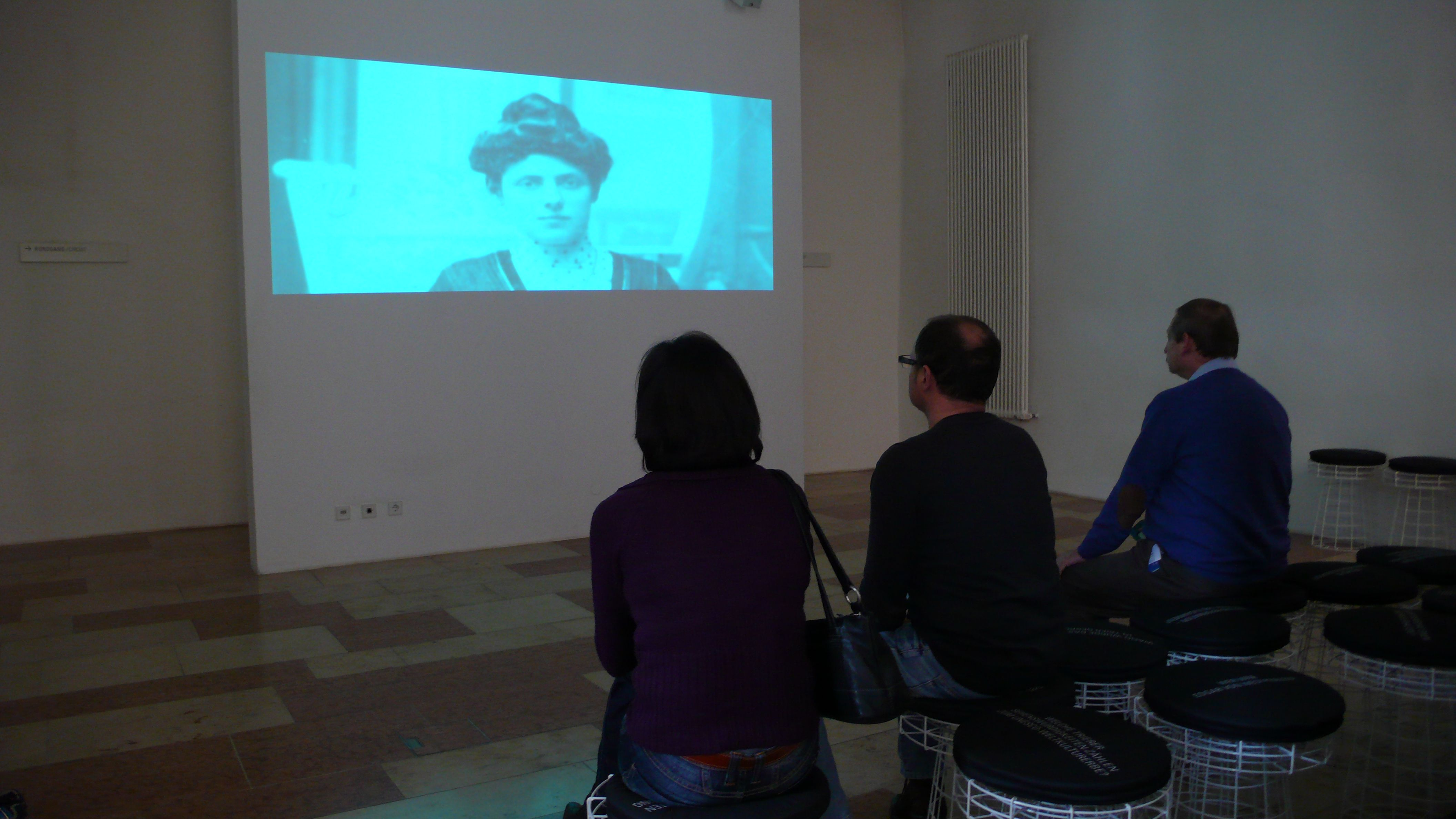
„Trierkino“ (2013)

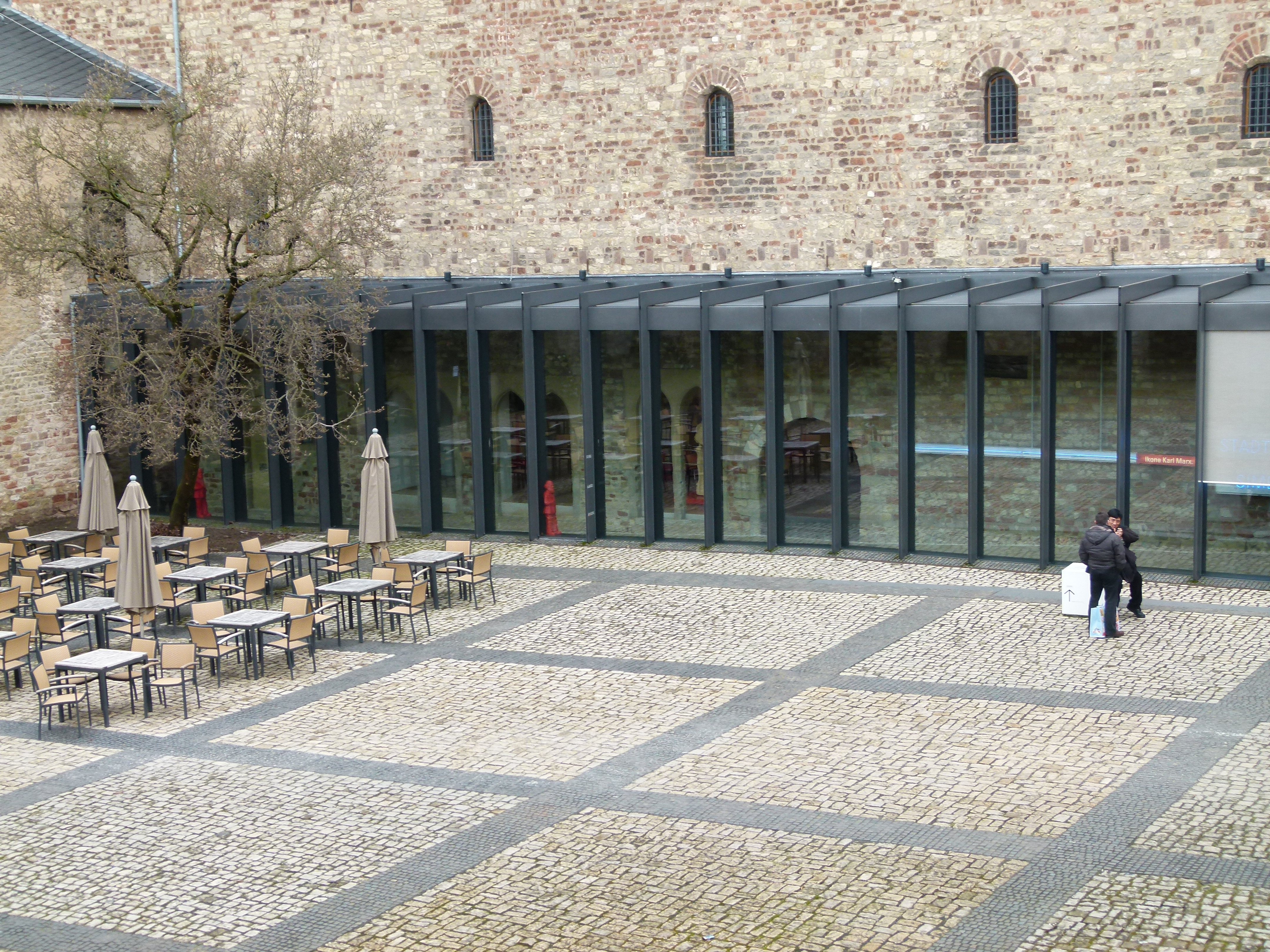
Brunnenhof, Zentrum des vierflügligen Simeonstifts. (2013)

Das Stadtmuseum Simeonstift Trier, früher „Städtisches Museum Trier“, befindet sich in den Gebäuden des ehemaligen Simeonstifts um den Brunnenhof direkt neben der Porta Nigra. Die Dauerausstellung zeigt Kunst- und Kulturschätze vom Mittelalter bis ins 20. Jahrhundert. Es werden Einblicke in Leben und Alltag, Wirtschaft und Handel, Politik und Glaube, Kunst und Technik der Trierer Bevölkerung gegeben.

## Ausstellungen

### Dauerausstellung
Der Grundstock der Sammlung des Stadtmuseums Simeonstift Trier stammt aus Schenkungen bekannter Trierer Bürger. Die Sammlung enthält Gemälde, Skulpturen, Kunsthandwerk, aber auch koptische Textilien, Möbel und ostasiatische Kleinplastik. Die Objekte der Dauerausstellung werden ergänzt von Modellen, interaktiven Bereichen und Medienpräsentationen in Form von Filmen, Bildfolgen und Hörstationen, sie vermitteln ein Bild der Kunst-, Kultur- und Stadtgeschichte Triers.
Die Dauerausstellung ist in Themenräume gegliedert. Der „Trebetasaal“ im Erdgeschoss ist nach dem sagenhaften Gründer der Stadt, dem assyrischen Königssohn Trebeta, benannt. Ein großformatiges Ölgemälde veranschaulicht hier die Legende. Weitere stadtgeschichtliche Exponate sind das originale Marktkreuz aus dem 10. Jahrhundert, die Steipenfiguren aus dem 15. Jahrhundert sowie die Figuren des Petrusbrunnens aus dem 16. Jahrhundert.
Der „Rote Saal“ ist der Geschichte Triers von der Antike bis heute gewidmet. Ein großes Stadtmodell gibt den Zustand Triers in der Zeit um 1800 wieder. Eine Serie an Bildern des Trierer Künstlers Johann Anton Ramboux zeigt den hohen Stellenwert, den die antiken Bauwerke Triers im 19. Jahrhundert genossen.
Im „Gelben Saal“ finden sich Objekte und Medienstationen zu ausgewählten Themen der Stadtgeschichte. Beleuchtet werden Wirtschaft, Tourismus und Verkehr, Glaubensgemeinschaften, Sport und kulturelles Leben in Trier.
Das „Stifterkabinett“ im zweiten Obergeschoss ist der Ort für Gemälde, Mode, Ostasiatika und andere Geschenke, die der Stadt Trier gemacht worden sind. Mäzene waren kunstinteressierte Trierer Bürger, die mit der Überlassung ihrer Sammlungen den Grundstock für das Stadtmuseum legten.
Im „Trier-Kino“ stehen den Besuchern an die 80 Filme zur Verfügung, die individuell gestartet und angesehen werden können. Die Spanne reicht vom ersten bekannten Filmdokument über Trier aus dem Jahr 1904, einer 1,5-minütigen, verwackelten Autofahrt durch die Porta Nigra, über provokante Kunstaktionen der 1960er Jahre bis hin zu Zeitdokumentationen zur Stadtentwicklung.
In einem Barockrahmen im zentralen Treppenhaus wird an einem Bildschirm eine rund 100 Porträts umfassende Galerie aus Gemälden, Grafiken und Fotoaufnahmen präsentiert. Zu entdecken sind Trierer Bürger, die ihre Spuren in der Stadt hinterlassen haben.

### Wechselausstellungen (seit dem Umbau und der Eröffnung des Erweiterungsbaus 2007)
- Konstantin der Große – Tradition und Mythos. (2. Juni bis 4. November 2007)
- Kunstpreis Robert Schuman. (9. Dezember 2007 bis 20. Januar 2008)
- Eine Gemäldegalerie für Trier. Barocke Fülle – Aktuelle Vielfalt. (6. April bis 14. September 2008)
- Rambouxpreis der Stadt Trier: Dieter J. J. Sommer. Papierarbeiten 2008. (5. Oktober bis 16. November 2008)
- Rendezvous auf dem Laufsteg. 50 Jahre Trierer Mode – 50 Jahre Barbie. (7. Dezember 2008 bis 2. August 2009)
- Die Gute Form – Wettbewerbsarbeiten der Schreinerinnung Rheinland-Pfalz. (30. August bis 13. September 2009)
- Barockmalerei an Maas und Mosel: Louis Counet und die Lütticher Malerschule. (26. September 2009 bis 28. Februar 2010)
- Max Lazarus. Trier – St. Louis – Denver. Ein jüdisches Künstlerschicksal. (21. März bis 27. Juni 2010)
- Raue Schönheit. Eifel und Ardennen im Blick der Künstler. (18. Juli bis 24. Oktober 2010)
- Fototage Trier 2010. Leben elementar. (13. November bis 12. Dezember 2010)
- Ramboux-Preis 2010. Ausstellung der Wettbewerbsarbeiten. (19. Dezember 2010 bis 27. Februar 2011)
- Armut – Perspektiven in Kunst und Gesellschaft. (10. April bis 31. Juli 2011)
- Der Ramboux-Preis der Stadt Trier. Ausstellung mit Werken der Preisträgerinnen Nicole Ahland und Judith Röder. (28. August bis 25. September 2011)
- Nahe den Alten Meistern. C. W. E. Dietrich (1712–1774). (9. Oktober 2011 bis 26. Februar 2012)
- Zierrat / Sieraad" Künstlerschmuck und Künstlerservice von Pablo Picasso bis Cindy Sherman aus dem Stedelijk Museum s’Hertogenbosch. (25. März bis 12. August 2012)
- Positionen konkreter Kunst heute. (15. September bis 28. Oktober 2012)
- Lustgarten. Fotoarbeiten von Rut Blees Luxemburg.; museale12: Die Sparda-Bank zu Gast im Stadtmuseum Simeonstift. (19. September 2012 bis 17. Februar 2013)
- WeinReich. Zeugnisse der Weinkultur im Stadtmuseum. (11. November 2012 bis 17. Februar 2013)
- Ottmar Hörl. Karl Marx – Installation in Trier 2013. (5.–26. Mai 2013)
- Ikone Karl Marx. Kultbilder und Bilderkult. (17. März bis 20. Oktober 2013)
- Gesammelt und gesichtet. Ausgewählte Neuzugänge im Museum. (14. November 2013 bis 12. Januar 2014)
- Gute Form. Wettbewerbsarbeiten der Schreinerinnung Rheinland-Pfalz. (14. November 2013 bis 12. Januar 2014)
- Ramboux-Preis der Stadt Trier. (9. Februar 2014 bis 6. April 2014)
- 2000 Jahre Schifffahrt auf der Mosel. Vom römischen Transportweg zum einenden Band Europas. (18. Mai 2014 bis 1. März 2015)
- Winterzeit im Stadtmuseum (November 2014 bis März 2015)
- Aufgemöbelt – Historische Möbel aus der Sammlung des Stadtmuseums Simeonstift (29. März 2015 bis 25. Oktober 2015)
- Nero – Kaiser, Künstler und Tyrann (14. Mai 2016 bis 16. Oktober 2016)
- Im Bilde bewahrt. Trierer Architekturzeichnungen von Johann Anton Ramboux (10. September bis 25. November 2016 und 11. Februar bis 20. August 2017)
- Keramik und Kunsthandwerk für den Weltmarkt: Die Servais-Werke in Ehrang (29. September 2015 bis 17. Februar 2016)
- Neuer Schmuck aus Idar-Oberstein. Die Hochschule zu Gast im Stadtmuseum Simeonstift (27. November 2016 bis 26. Februar 2017)
- Shibori. Mode aus japanischen Stoffen (2. April bis 22. Oktober 2017)
- Peter Krisam. Maler zwischen den Zeiten (2. April bis 22. Oktober 2017)
- Hans Proppe. Visionär, Gestalter und Lebensreformer (29. August bis 26. November 2017 und 16. Januar bis 9. September 2018)
- Trierer Plätze. Gestern – heute – morgen (19. November 2017 bis 18. März 2018)
- Karl Marx (1818-1883). Stationen eines Lebens (5. Mai bis 21. Oktober 2018)
- Karl Willems. Die Weite der Betrachtung (18. September bis 25. November 2018)
- Ramboux-Kunstpreis der Stadt Trier 2018 (9. Dezember 2018 bis 17. Februar 2019)
- Staatspreis und Förderpreis für das Kunsthandwerk Rheinland-Pfalz (16. März bis 21. April 2019)
- Trier – Eine Festungsstadt? (10. Februar bis 26. Mai 2019)
- Um angemessene Kleidung wird gebeten. Mode für besondere Anlässe von 1770 bis heute (19. Mai bis 6. Oktober 2019)
- Adele Elsbach (1908-1944). Entdeckung einer Unbekannten (2. Juni bis 24. November 2019)
- Die Welt steht Kopf. Eine Kulturgeschichte des Karnevals (11. November 2019 bis 26. Februar 2020)

- Ein besonderer Ort. 50 Jahre Universität Trier in Schlaglichtern (18. Oktober 2020 bis 5. September 2021)

- Chagall, Spitzweg und Liebermann: Highlights aus der Sammlung Schunck (6. September 2020 bis 21. März 2021)

- Gesammelt und gesichtet. Ausgewählte Neuzugänge im Museum (29. März 2020 bis 14. Februar 2021)

- „Mit schönheitsfrohen Augen…“ Anton Schneider-Postrum und Trier (9. Februar bis 30. August 2020)

- O Tannenbaum. Eine weihnachtliche Familienausstellung (5. Dezember 2021 bis 23. Januar 2022)

- Eine Gemäldegalerie für Trier (10. Oktober 2021 bis 24. April 2022)
- Die Schenkung Hermes als Geburtsstunde des Museums (26. September 2021 bis 20. März 2022)
- Trierer Porzellan. Vom Luxus-Souvenir zum Sammler-Objekt (28. März bis 19. September 2021)
- Orte jüdischen Lebens in Trier. Eine Spurensuche in Interviews (21. März bis 14. November 2021)
- Märchenhafte Weihnachtszeit (19. November 2022 bis 8. Januar 2023)
- Das Erbe Roms. Visionen und Mythen in der Kunst (25. Juni 2022 bis 27. November 2022)
- Faszination Jugendstil. Dekorative Keramik der Servais-Werke Ehrang (27. März bis 13. November 2022)
- Ramboux-Kunstpreis der Stadt Trier 2022: Clas Steinmann – An diesem Punkt. Zeichnungen, Objekte und andere Bilder (13. März bis 24. April 2022)
- Kunstpreis Robert Schuman (11. Juni bis 20. August 2023)
- WHY ARE YOU CREATIVE? (12. Februar bis 16. April 2023)
- Hans Proppe. Visionär, Gestalter und Lebensreformer (15. Januar bis 3. September 2023)

- In bester Gesellschaft – Johann Anton Ramboux als Porträtist der Trierer Oberschicht (9. September 2023 bis 2. Juni 2024)
- TELL ME MORE. Bilder erzählen Geschichten (1. Oktober 2023 bis 2. Juni 2024)
- Best of TELL ME MORE. Die Lieblingsobjekte des Publikums (16. Juni bis 24. November 2024)
- Märchenhafte Weihnachtszeit (3. Dezember 2024 bis 2. Februar 2025)
- Ausrangiert. Vergessene Alltagsgegenstände und ihre Geschichten (7. Juli bis 27. Oktober 2024)
- Konturen der Stadt. Die Geschichte der Trierer Stadtmauer (24. November 2024 bis 6. April 2025)
- Rund ums Jahr. Jahreszeiten in der Kunst (9. Februar 2025 bis 6. Juli 2025)

## Ausstellungsstücke

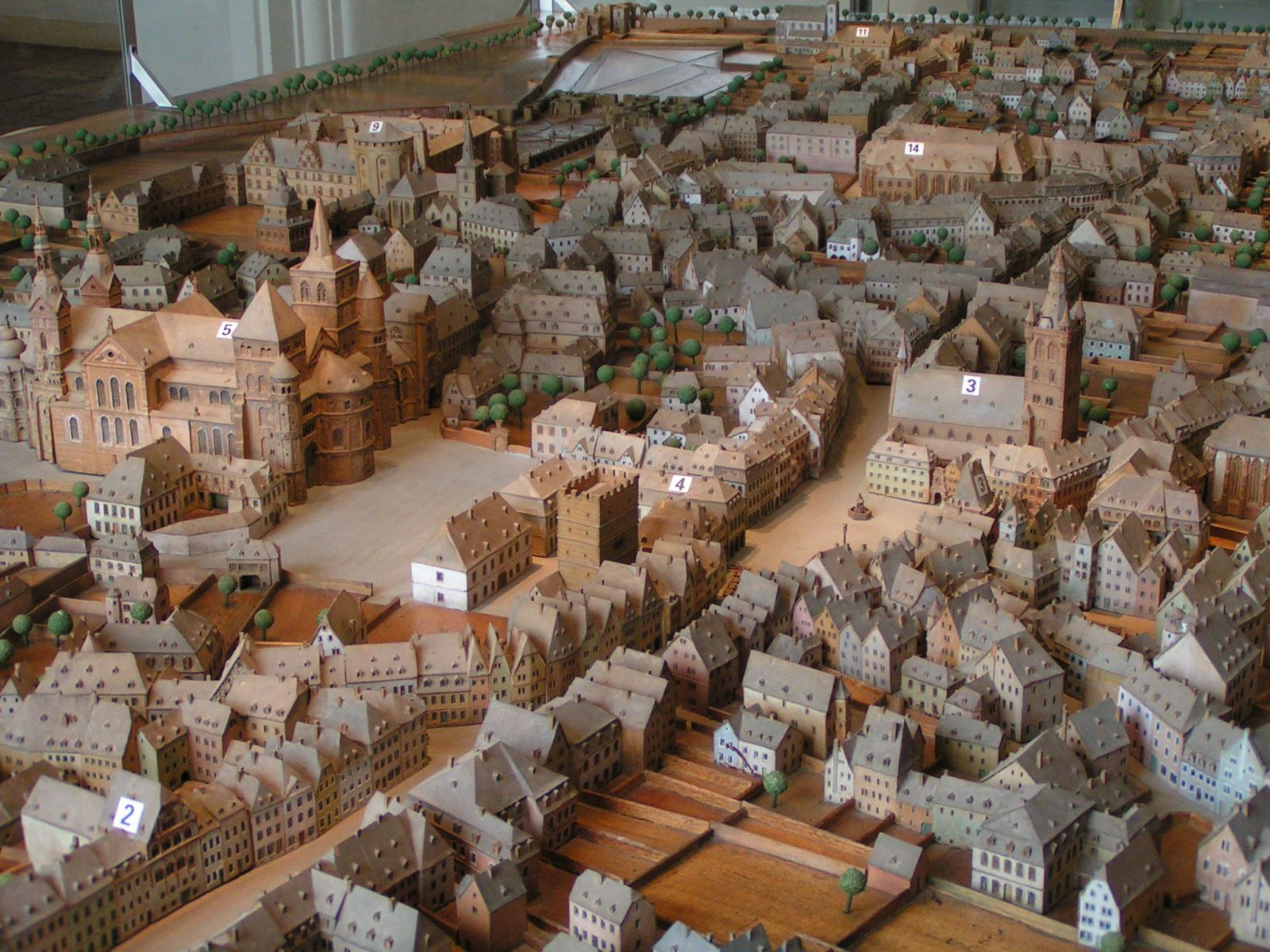
Stadtmodell von Trier um 1800
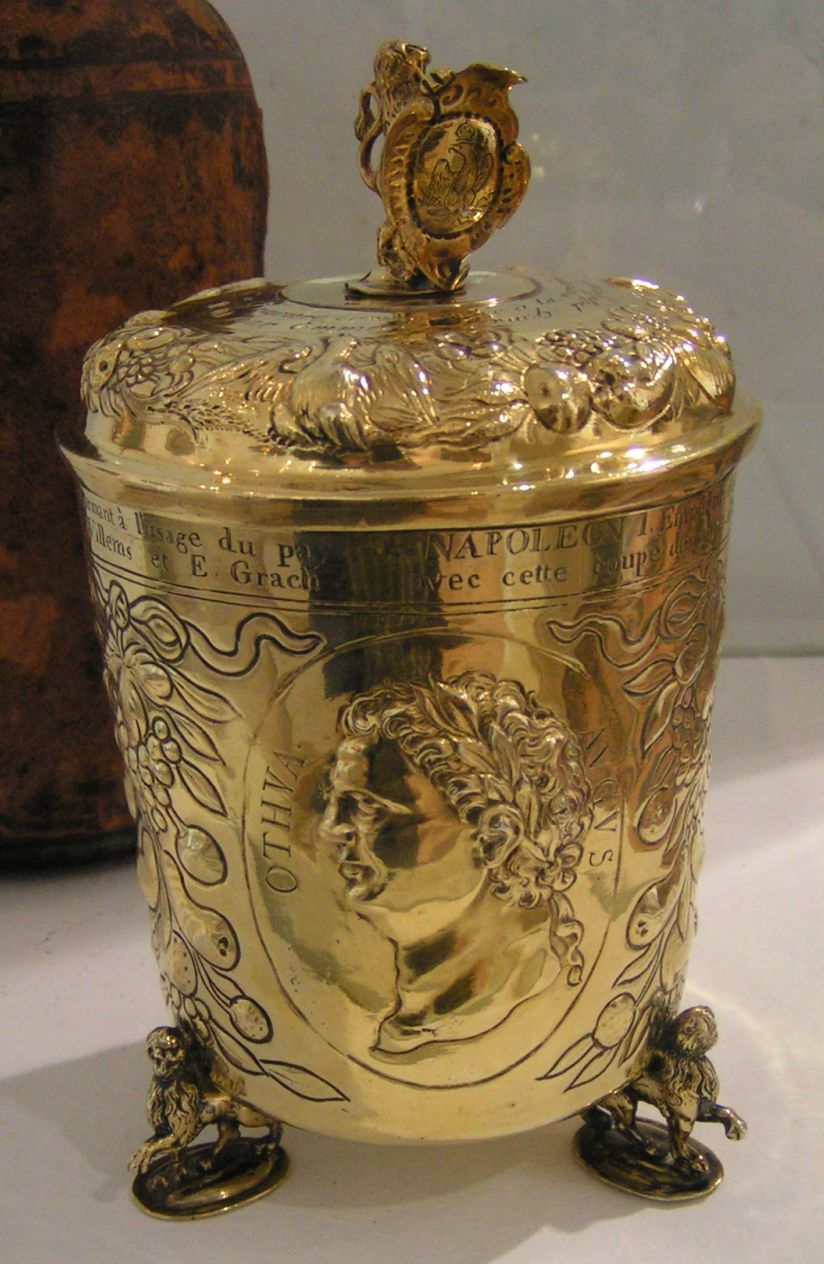
„Napoleonbecher“, Ehrenweinbecher der Stadt Trier, Silber vergoldet, um 1683/1685
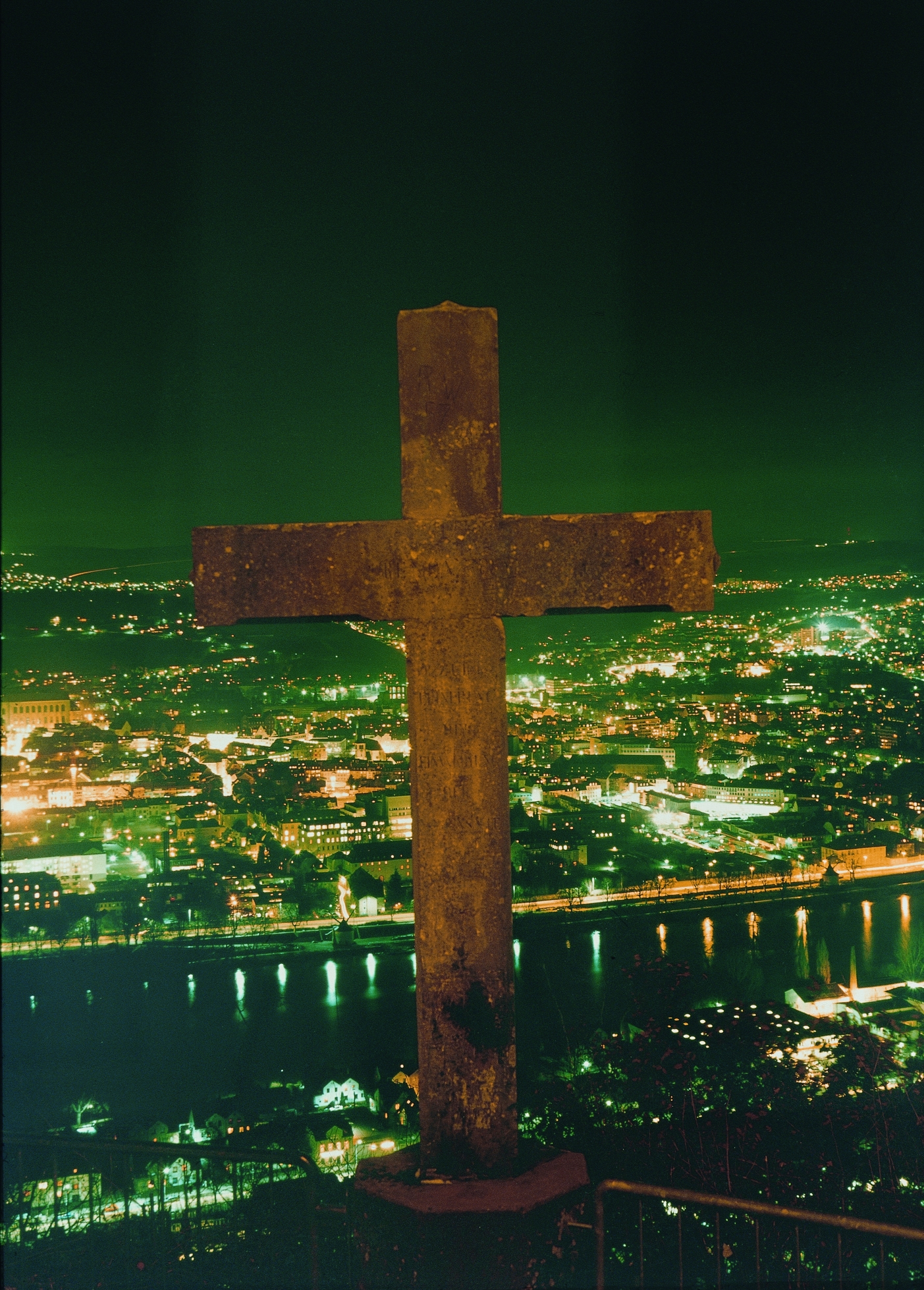
Rut Blees Luxemburg: Kreuz, Blick auf Trier bei Nacht, 1999
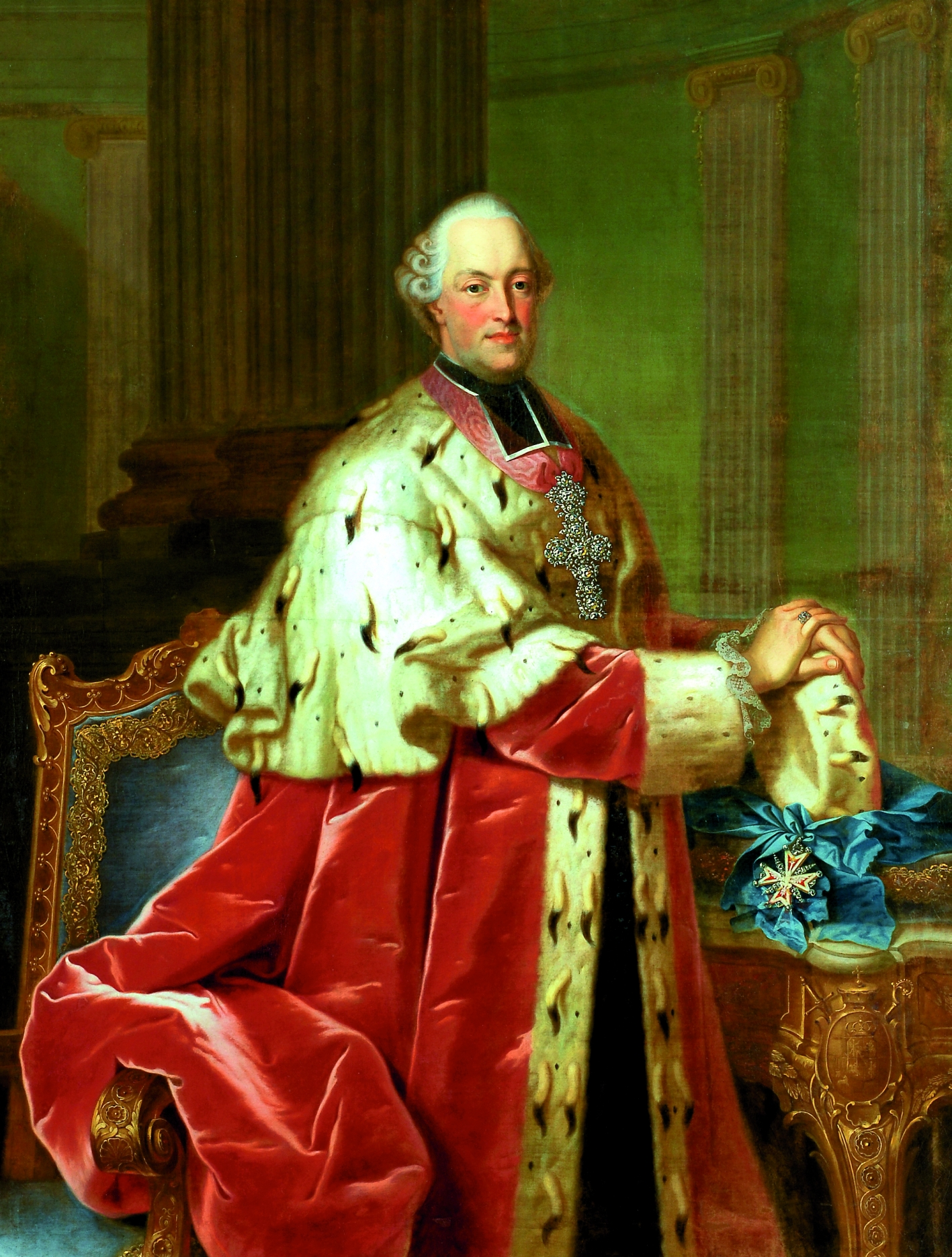
Heinrich Foelix: Porträt des Kurfürsten Clemens Wenzeslaus von Sachsen (1768–1801/1802),1772
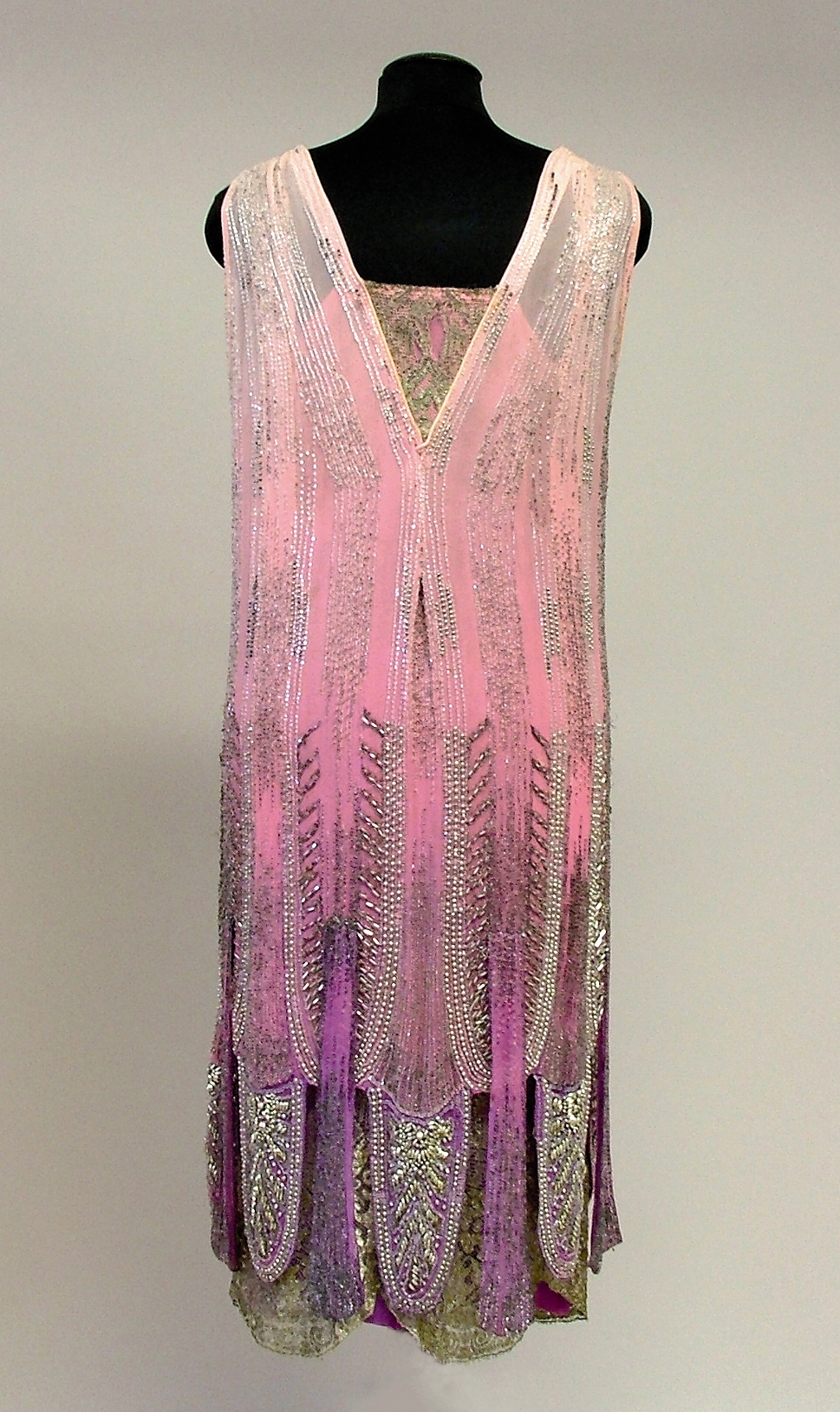
Abendkleid mit Glasperlen, bestickter Seidengeorgette, Metallfäden und -spitze, Frankreich um 1924/1925
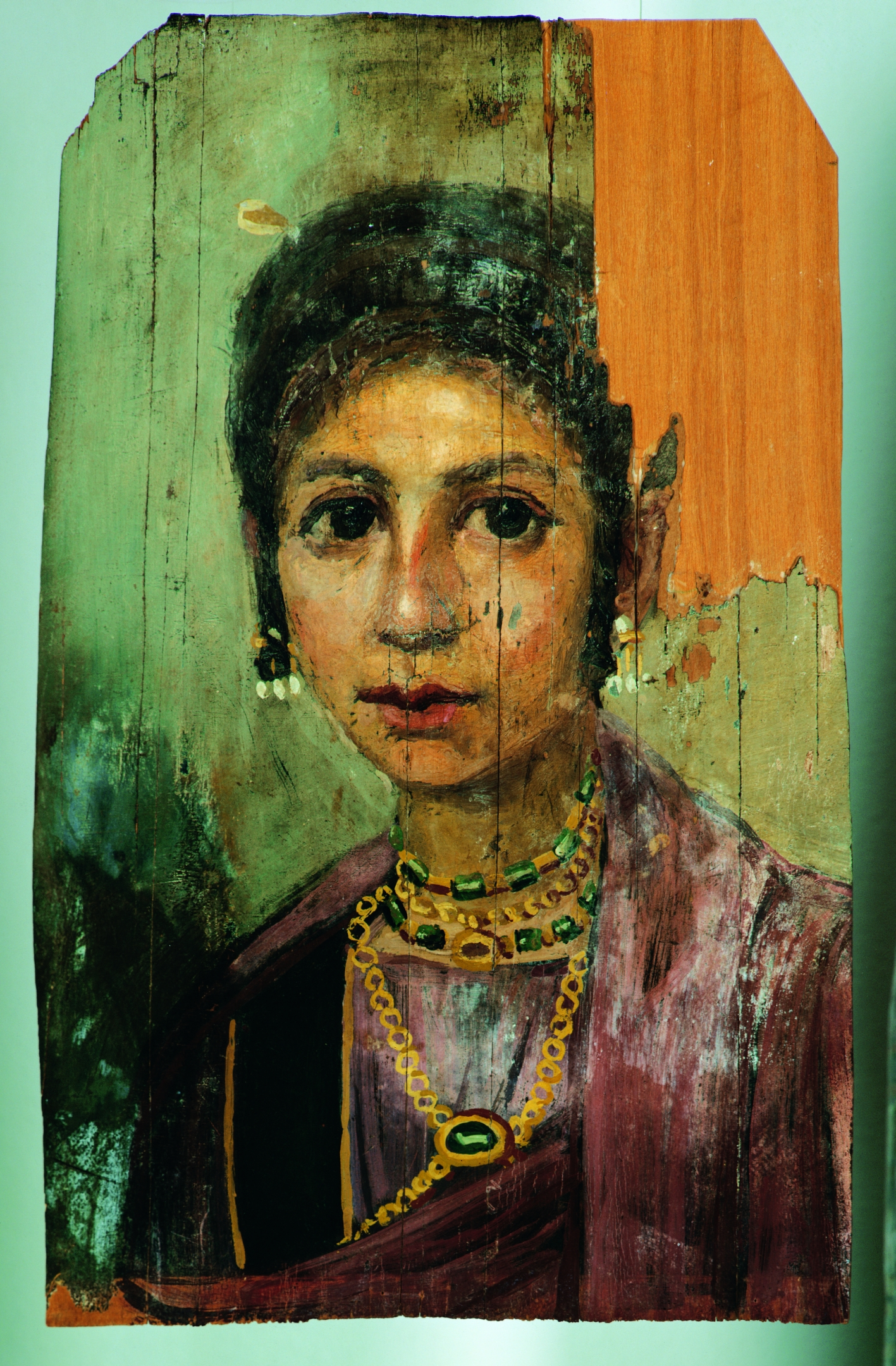
Mumienporträt einer jungen Frau, Wachs auf Holz, 96–117 n. Chr.
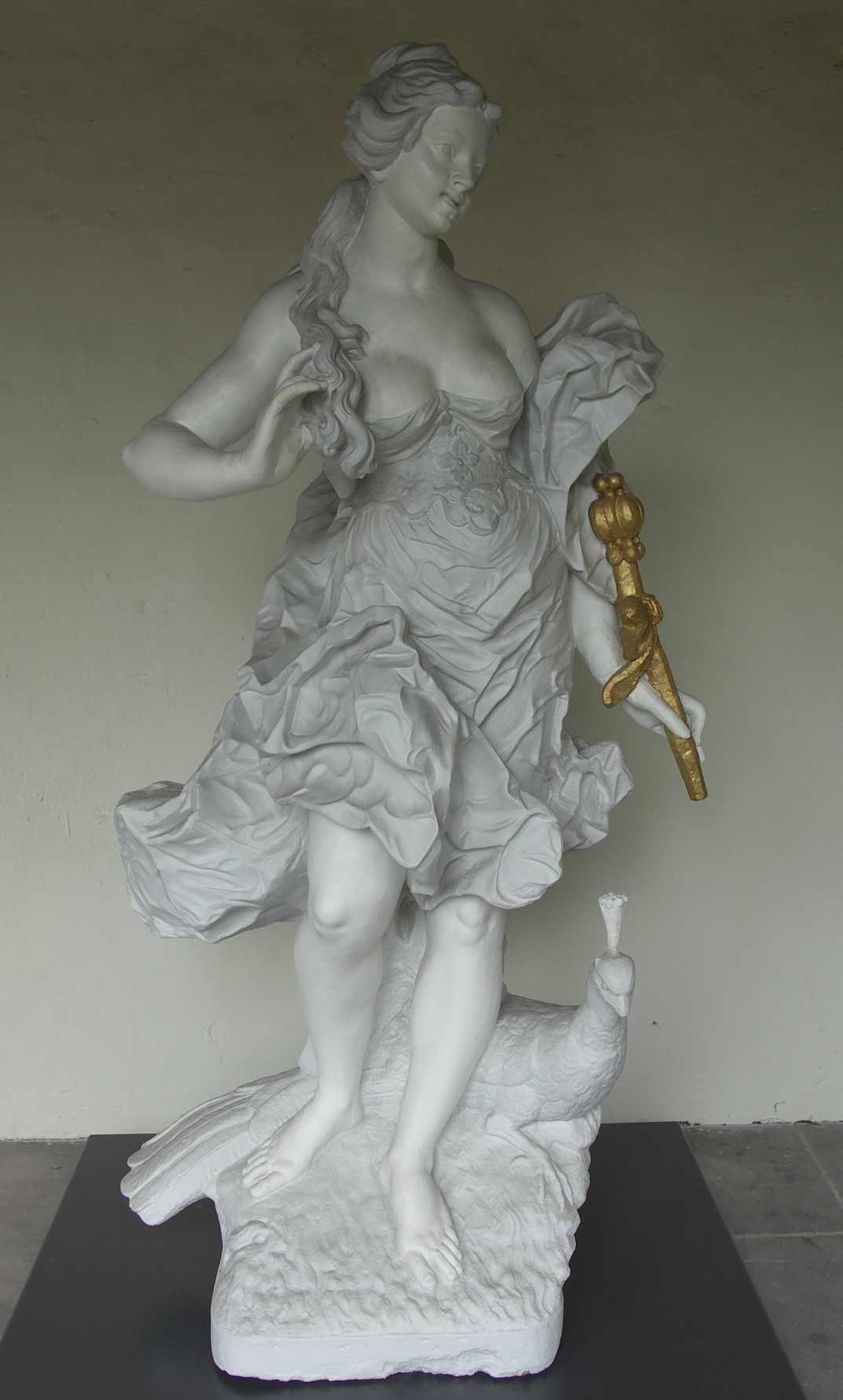
Ferdinand Tietz: Juno aus dem Skulpturenzyklus für das Kurfürstliche Palais, um 1760
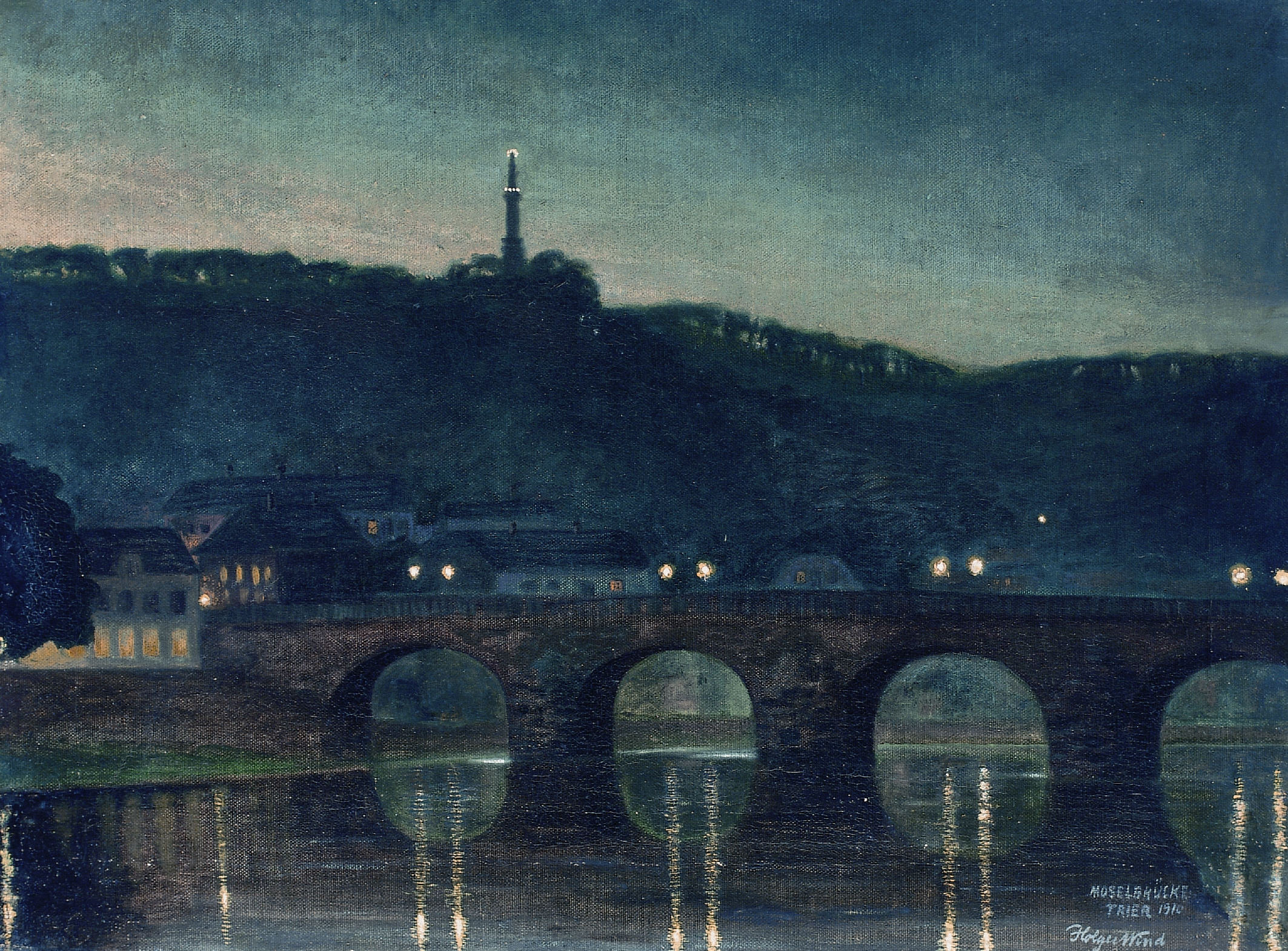
Holger Wind: Römerbrücke und Mariensäule bei Nacht, 1910
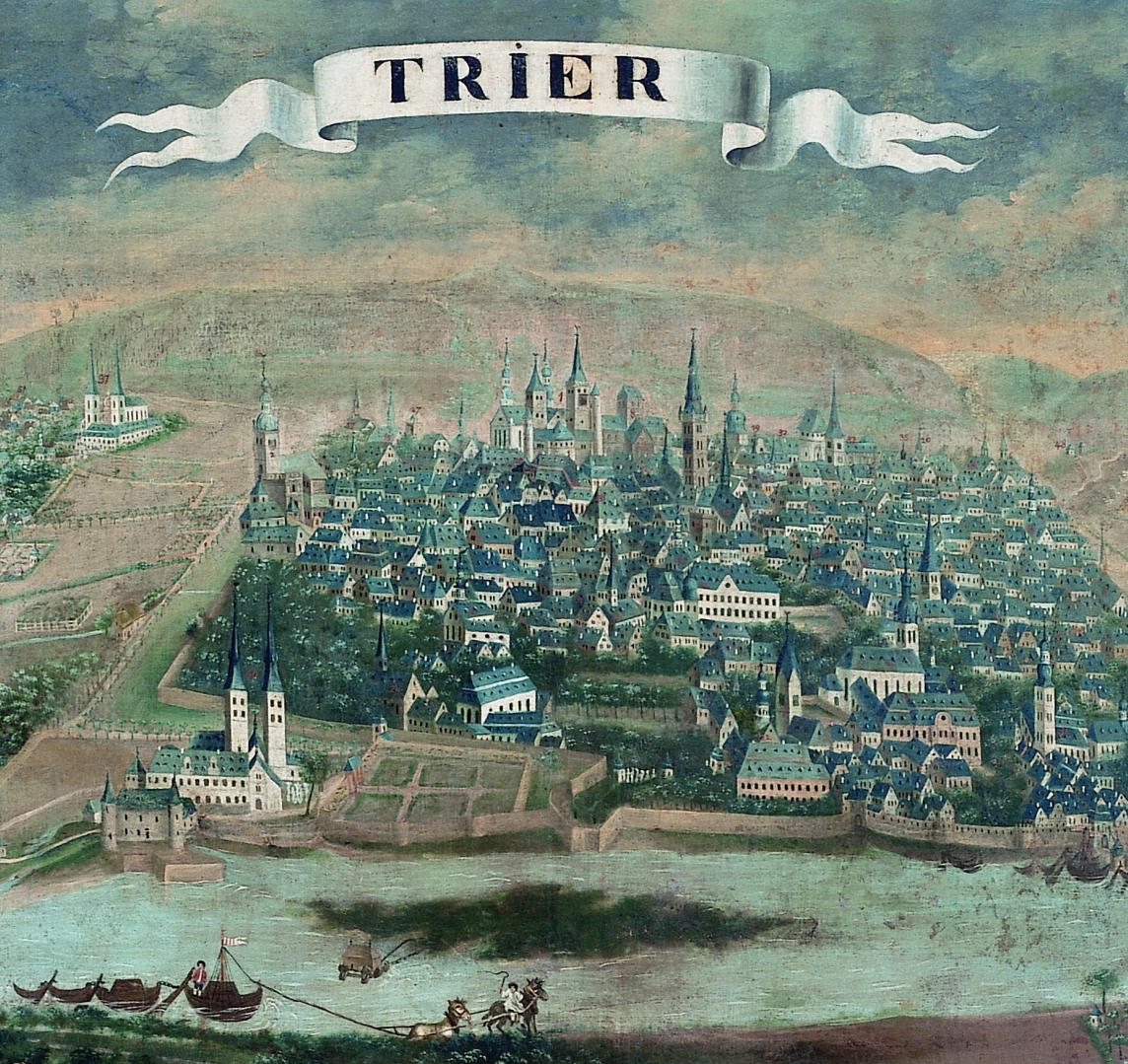
Matthias Ruben, Stadtansicht von Trier